# Abierto de Australia 1995
Lista de los campeones del Abierto de Australia de 1995:

## Individual masculino
Andre Agassi (USA) d. Pete Sampras (USA), 4–6, 6–1, 7–6(8–6), 6–4

## Individual femenino
Mary Pierce (FRA) d. Arantxa Sánchez Vicario (ESP), 6–3, 6–2

## Dobles masculino
Jared Palmer/Richey Reneberg (USA)

## Dobles femenino
Jana Novotná (República Checa)/Arantxa Sánchez Vicario (ESP)

## Dobles mixto
Natasha Zvereva (BLR)/Rick Leach (USA)
| Predecesor: 1994                           | Abierto de Australia 1995 | Sucesor: 1996                         |
| Predecesor: Abierto de Estados Unidos 1994 | Grand Slam 1995           | Sucesor: Torneo de Roland Garros 1995 |

- Datos: Q782045